# 제2총군
제2총군(第2総軍 다이 니 소우군[*])은 태평양 전쟁 말기에 일본 본토에 상륙하려는 연합군에게 대항하기 위해 설립된 일본 제국 육군의 총군이었다. 서방(西方 세이호[*])으로도 불렸다.
1945년 4월 8일, 방위 총사령부가 제1총군과 제2총군으로 분리됨에 따라 창설되었다. 스즈카 산맥을 기준으로 서부에 있는 오키나와, 규슈, 시코쿠 지방 방어를 도맡아, 오키나와에 주둔하고 있었다. 제1총군과 마찬가지로 예하 조직에 편성된 전력은 민방위로서 방공전, 유격전에 맞춰져 있었고, 대부분이 적당한 무장과 훈련을 받은 예비군과 징집된 학생로 구성된 국민의용대였다.
오키나와 전투에서 패배한 이후, 오키나와에서 물러나 히로시마현으로 옮겨갔다. 그러나, 이후 연합군의 원자폭탄 투하로 인해 막심한 피해를 입었다. 살아남은 병력은 계엄령을 내리고 히로시마 내의 피해 수습을 하였으며, 다시 규합한 뒤 히로시마 외곽에 위치한 우지나 비행장으로 다시 옮겨갔다.
일왕이 항복하고 난 뒤, 제2총군 사령관 하타 슌로쿠는 A급 전범으로서 체포되어 종신형을 선고(1954년에 가석방되었다)받았고, 제2총군은 11월 30일 해체되었다.

## 편성
- 제15방면군 (킨키, 추코쿠, 시코쿠)
- 제16방면군 (규슈)

## 같이 보기
- 제1총군
- 항공총군

## 참고 자료
- Brooks, Lester (1968). 《Behind Japan's Surrender: The Secret Struggle That Ended an Empire》. 뉴욕: McGraw-Hill Book Company.
- Drea, Edward J. (1998). 〈Japanese Preparations for the Defense of the Homeland & Intelligence Forecasting for the Invasion of Japan〉. 《In the Service of the Emperor: Essays on the Imperial Japanese Army》. 네브라스카 대학 출판부. ISBN 0-8032-1708-0.
- Frank, Richard B (1999). 《Downfall: The End of the Imperial Japanese Empire》. 뉴욕: 랜덤하우스. ISBN 0-679-41424-X.
- Jowett, Bernard (1999). 《The Japanese Army 1931-45 (Volume 2, 1942-45)》. 오스프리 출판사. ISBN 1-84176-354-3.
- Madej, Victor (1981). 《Japanese Armed Forces Order of Battle, 1937-1945》. Game Publishing Company. ASIN: B000L4CYWW.
- Marston, Daniel (2005). 《The Pacific War Companion: From Pearl Harbor to Hiroshima》. 오스프리 출판사. ISBN 1-84176-882-0.
- Skates, John Ray (1994). 《The Invasion of Japan: Alternative to the Bomb Downfall》. 뉴욕: 사우스캐롤라이나 대학 출판사. ISBN 0-87249-972-3.